# Железничка станица Мали Пожаревац
Железничка станица Мали Пожаревац је једна од железничких станица на прузи Београд—Пожаревац. Налази се насељу Мали Пожаревац у градској општини Сопот у Београду. Пруга се наставља у једном смеру ка Умчарима и другом према Малој Иванчи. Железничка станица Мали Пожаревац се састоји из 4 колосека. 